# Francesco Corleone
Francesco (Franco) Corleone (ur. 26 września 1946 w Mediolanie) – włoski polityk i samorządowiec, członek Izby Deputowanych i Senator, w 1989 poseł do Parlamentu Europejskiego III kadencji, były wiceminister sprawiedliwości.

## Życiorys
Ukończył studia politologiczne na Uniwersytecie Mediolańskim, w latach 60. działacz studencki. Autor licznych książek i artykułów dotyczących m.in. polityki narkotykowej i karnej oraz więziennictwa. Kierował organizacjami na rzecz polityki narkotykowej oraz świeckości państwa.
Od 1963 aktywny w polityce. Wstąpił do młodzieżówki Włoskiej Partii Republikańskiej, następnie do rozwiązania (w 1989) działał w Partii Radykalnej. Został asesorem we władzach Lombardii odpowiedzialnym za planowanie, usługi społeczne, zdrowie i środowisko. W latach 1982–1983, 1986–1987 i 1992–2001 był członkiem Izby Deputowanych VIII, IX, XII i XIII kadencji, zaś od 1987 do 1992 senatorem X kadencji. Od lipca do października 1989 wykonywał mandat eurodeputowanego III kadencji z listy Verdi Arcobaleno, gdzie zastąpił Edoardo Ronchiego. W Europarlamencie przystąpił do frakcji zielonych. Później wraz z tym ugrupowaniem przystąpił do Federacji Zielonych, od 1993 do 1997 będąc szefem rady federalnej FV. W latach 1996–2001 podsekretarz stanu w ministerstwie sprawiedliwości, odpowiedzialny za więziennictwo. Wybierano go także radnym prowincji Katania (1990–1993) oraz Udine (2001–2006). W XXI wieku obejmował stanowisko lokalnego rzecznika praw więźniów we Florencji i Toskanii.